# Дубы (Житомирская область)
Дубы (укр. Дуби) — село на Украине, находится в Овручском районе Житомирской области.
Код КОАТУУ — 1824287303. Население по переписи 2001 года составляет 82 человека. Почтовый индекс — 11100. Телефонный код — 4148. Занимает площадь 0,069 км².

## Адрес местного совета
11122, Житомирская область, Овруцкий р-н, с. Словечно